# Aart Heibeek
Aart Heibeek (Dordrecht, 1969) is een Nederlands voormalig topkorfballer.

## Spelerscarrière
Heibeek speelde bij het Dordtse Deetos. Hij kreeg in seizoen 1992-1993 onder coach Wim Peetoom zijn eerste minuten als invaller in het eerste team. In dit seizoen had Deetos een volle, sterke selectie met spelers zoals Oscar Mulders, Hans Leeuwenhoek, en Gert-Jan Kraaijeveld. 
In dit seizoen was Deetos de regerend zaalkampioen, maar had de ploeg het lastig. Coach Peetoom vertrok vanwege onenigheid nog voor kerst 1992 en John Boogers werd aangesteld als interim hoofdcoach. In deze onrustige periode deed Deetos mee aan de Europacup van 1993. Deetos won in de finale van het Belgische Catba met 10-9, waardoor het Europacup winnaar werd. In eigen competitie werd Deetos in de zaal 1e en plaatste zich voor de zaalfinale. In deze zaalfinale scoorde Heibeek 1 maal en Deetos won met 13-12.
In seizoen 1993-1994 kreeg Deetos een nieuwe hoofdcoach. John Boogers werd vervangen door Jan Sjouke van den Bos en de eerste horde was de Europacup van 1994. Deetos won in de finale ruim met 20-7 tegen Borgerhout. Echter haalde Deetos in de Nederlandse competitie net niet de zaalfinale. Ook werd de veldfinale niet gehaald.
Wel werd aan het eind van dit seizoen Heibeek uitgeroepen tot Beste Debutant van het Jaar.
In seizoen 1994-1995 stond Deetos weer in de zaalfinale. In deze eindstrijd won Deetos van tegenstander Oost-Arnhem met 15-13. In de veldcompetitie werd de ploeg 1e in de Hoofdklasse B en plaatste zich zo voor de kruisfinales. In de kruisfinale verloor het echter van Oost-Arnhem, waardoor het niet in de veldfinale kon uitkomen.
Deetos won in 1996 nog de Europacup, maar de ploeg werd ouder. Na 1997 stopte belangrijke spelers zoals Mulders, Leeuwenhoek en Mirelle Fortuin. Wel trok de club een goede speler aan in Dennis Voshart.
Zo werd de ploeg in seizoen 1998-1999 nog veldkampioen, door in de finale te winnen van Oost-Arnhem met 21-16. Dit zou echter de laatste prijs van de club zijn.
Heibeek speelde door t/m seizoen 2005-2006. In dit laatste seizoen was de zaalcompetitie omgedoopt tot de Korfbal League en Heibeek was met 36 jaar 1 van de oudste spelers. In zijn laatste zaalseizoen werd hij met 72 goals nog wel 2e topscoorder van Deetos.

## Erelijst
- Nederlands kampioen zaalkorfbal, 3x (1993, 1994, 1995)
- Nederlands kampioen veldkorfbal, 1x (1999)
- Europacup kampioen zaalkorfbal, 3x (1993, 1994, 1996)
- Beste Debutant van het Jaar, 1x (1994)